# Embeth Davidtz
Embeth Jean Davidtz (Lafayette (Indiana), 11 augustus 1965) is een Amerikaans actrice, die het grootste deel van haar leven in Zuid-Afrika heeft doorgebracht. Ze is van Nederlandse, Engelse en Franse afkomst.

## Biografie
Davidtz verhuisde als klein kind naar Zuid-Afrika, waar ze aan de Rhodes University studeerde. Ze keerde als volwassene terug naar de Verenigde Staten en begon haar carrière als actrice. Haar eerste rol was bij de National Theatre Company in Romeo and Juliet, waarvoor ze goede kritieken ontving. Ze verhuisde naar Los Angeles, waar ze begon met kleine rollen in NBC-films. Ze trouwde met Jason Sloane op 22 juni 2002, met wie ze in datzelfde jaar een dochter kreeg. Op 7 oktober 2005 kreeg ze een zoon.